# František Hudeček
František Hudeček (7. dubna 1909 Němčice – 13. května 1990 Praha) byl český grafik, ilustrátor a malíř, člen Skupiny 42.

## Život
Absolvoval Uměleckoprůmyslovou školu v Praze, ve 30. letech spolupracoval s divadlem E. F. Buriana. Ve 40. letech vytvořil v mnoha obrazových variacích a různými technikami slavnou postavu Nočního chodce.

## Ocenění
- 1983 – zasloužilý umělec[1]

## Obálky knih českých spisovatelů
Vytvořil obálky knih např. těchto českých spisovatelů:
- František Hrubín: Jobova noc, 1945;
- František Hrubín: Nesmírný krásný život, 1947;
- František Hrubín: Řeka nezapomnění, 1946

## Ilustrované knihy
Z ilustrovaných knih je možno jmenovat:
- František Halas: Barikáda (1945),
- Joseph Conrad: Gaspar Ruiz a jiné povídky (1957),
- Jiří Wolker: Srdce štít (1964),
- Josef Škvorecký: Sedmiramenný svícen (1965),
- Jules Verne: Lodivod dunajský (1967),
- Walter Scott: Quentin Duward (1971),
- Jakub Arbes: Svatý Xaverius ; Newtonův mozek  (1973) a další.

V pražské Městské knihovně se konala v únoru 2006 výstava jeho děl spolu s dalším malířem skupiny 42 Františkem Grossem.